# Adam Reuterskiöld (moderat)
Adam Didrik Lennart Reuterskiöld, född 3 februari 1966 i Engelbrekts församling i Stockholm, är en svensk politiker (moderat). Han är riksdagsledamot sedan 2022 för Stockholms läns valkrets. Dessförinnan var han kommunstyrelsens ordförande i Ekerö kommun 2015–2022.

## Biografi
Reuterskiöld är utbildad civilekonom från Stockholms universitet åren 1990–1994 och har sedan dess jobbat på ett försäkringsbolag och på Ericsson till och med år 2000, då han började jobba som lantbrukare.
Han har haft flera förtroendeuppdrag för Moderaterna i Ekerö kommun, bland annat som ordförande för tekniska nämnden. I kommunalvalet 2014 var han toppkandidat för Moderaterna och mellan 2015 och 2022 var han kommunstyrelsens ordförande.
Reuterskiöld har varit drivande i frågan om tiggeriförbudet i Ekerö kommun och genom det synts mycket i nationell media. Tiggeriförbudet infördes i Ekerö år 2021.
Han kandiderade i riksdagsvalet 2022 och blev ersättare. Han var tjänstgörande statsrådsersättare från 18 oktober 2022. Efter att Tobias Billström avgått är Reuterskiöld sedan 10 september 2024 ordinarie ledamot av riksdagen. Han är där suppleant i finansutskottet och skatteutskottet.